# Pál Sándor
Pál Sándor (Budapest, 19 d'octubre de 1939) és un guionista, productor i director de cinema hongarès. Ha dirigit 28 pel·lícules des del 1964. La seva pel·lícula del 1976 Herkulesfürdői emlék va participar en el 27è Festival Internacional de Cinema de Berlín, on va guanyar un Ós de Plata.

## Biografia
El 1964 es va llicenciar a l'Escola Superior d'Art Dramàtic i Cinematografia de Budapest (Színház- és Filmművészeti Főiskola) i va fer curtmetratges a l'estudi de Béla Balázs. Les seves primeres pel·lícules de ficció estan imbuïdes d'un humor força impressionant i una llibertat de to. Bohóc a falon (Pallassos al mur), produïda el 1967, és un treball sobre els problemes de la joventut, proper a l'esperit de les noves onades europees. Szeressétek Ódor Emiliát! (Estimeu Emília) el 1969 i Sárika drágám (1971) continuen sent pel·lícules sobre la jove generació. Tanmateix, la millor pel·lícula de Sándor durant aquest període va ser sens dubte Régi idők focija (Aquells bons temps del futbol, 1973), una crònica irònica de la vida i els somnis d'un home corrent condemna, un jueu, als anys trenta, contra el rerefons de la passió nacional pel futbol. Després aborda un registre més dramàtic, situant les seves històries en el context de la història hongaresa: les conseqüències de la caiguda de la República soviètica el 1919 amb Herkulesfürdői emlék, Ós de plata al Festival de Berlín de 1977; el setge de Budapest el 1944 amb Szabadits meg a gonosztól (Lliura'ns del mal, 1978) o la revolució hongaresa de 1956 amb (Szerencsés Dániel (Daniel agafant el tren, 1985).
Pàl Sándor, per la seva banda, ha rodat dues pel·lícules amb l'actor fetitxe de François Truffaut, Jean Pierre Léaud: Rinacsok el 1980 i Csak Egy mozi (Només és cinema, 1985).
Va rebre el premi Kossuth el 2009.

## Filmografia
- 1964 Terasz mínusz tíz fok
- 1965 Nagyfülű
- 1965 Három történet a romantikáról
- 1967 Bohóc a falon
- 1967 A híd
- 1968 Bors
- 1969 Szeressétek Odor Emiliát!
- 1971 Sárika, drágám
- 1972 Add a kezed (Illés Show)
- 1973 Régi idők focija
- 1976 Optimista tragédia (
- 1977 Herkulesfürdői emlék
- 1978 Locomotiv GTv Show
- 1978 Szabadíts meg a gonosztól!
- 1981 Ripacsok
- 1982 Szerencsés Dániel
- 1985 Csak egy mozi
- 1988 Miss Arizona
- 1995 Ég a város, ég a ház is
- 2003 Európából Európába
- 2007 Noé bárkája
- 2018 Vándorszínészek